# Historia ecclesiastica gentis Anglorum (Moore)

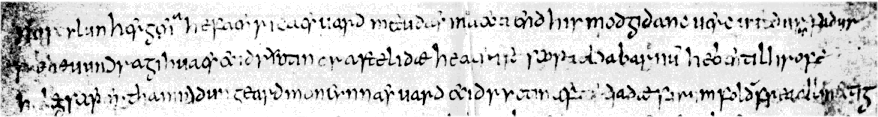
Historia ecclesiastica gentis Anglorum, fol. 128

Historia ecclesiastica gentis Anglorum (englisch Moore Bede) ist eine Handschrift des gleichnamigen Werkes von Beda Venerabilis. Sie entstand im 8. Jahrhundert wahrscheinlich in England und ist vermutlich die älteste erhaltene Abschrift des Werkes. Aus dem Nachlass des Bischofs von Ely John Moore († 1714) erwarb sie König Georg I. und überließ sie der Universitätsbibliothek der Cambridge University (Kk 5.16).
Die Handschrift besteht aus 128 Blättern in lateinischer Sprache und ist ohne Verzierungen.